# Rivière Mazarin
Pour les articles homonymes, voir Mazarin (homonymie).
La rivière Mazarin est un affluent de la rivière Ashuapmushuan, coulant dans le territoire non organisé du Lac-Ashuapmushuan, dans la municipalité régionale de comté (MRC) de Le Domaine-du-Roy, dans la région administrative du Saguenay-Lac-Saint-Jean, au Québec, au Canada.
La rivière Mazarin coule entièrement dans le canton de Théberge. La foresterie constitue la principale activité économique de cette vallée ; les activités récréotouristiques, en second.
La route forestière R0203 (sens Nord-Sud) dessert la vallée de la rivière Mazarin, de la rivière Hilarion, de la rivière du Chef et de la rivière Nestaocano ; cette route débutant au Sud à la jonction de la route 167 laquelle reliant Chibougamau à Saint-Félicien.
La surface de la rivière Mazarin est habituellement gelée du début novembre à la mi-mai, toutefois la circulation sécuritaire sur la glace se fait généralement de la mi-novembre à la mi-avril.

## Géographie

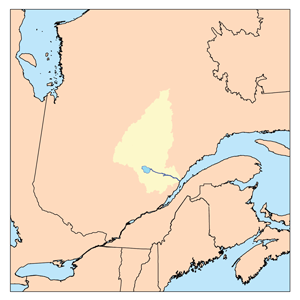
Bassin versant du Saguenay

Les bassins versants voisins de la rivière Mazarin sont :
- côté nord : rivière du Chef, rivière Hilarion, rivière Dobleau ;
- côté est : rivière du Chef, ruisseau Desautels, rivière Brûle-Neige ;
- côté sud : rivière Ashuapmushuan, lac Ashuapmushuan, lac Chigoubiche, lac Desgly ;
- côté ouest : rivière la Loche, rivière Chaudière, rivière Hilarion.

La rivière Mazarin prend naissance à l'embouchure du lac Mazarin (longueur : 2,8 km ; altitude : 327 m). L’embouchure de ce lac de tête est située à :
- 6,9 km à l’Ouest de la rivière du Chef ;
- 9,6 km au Nord de l’embouchure de la « Rivière Mazarin » (confluence avec la rivière Ashuapmushuan) ;
- 38,5 km au Nord-Est de l’embouchure de la rivière Normandin (confluence avec le lac Ashuapmushuan) ;
- 123,5 km au Nord-Ouest de l’embouchure de la rivière Ashuapmushuan (confluence avec le lac Saint-Jean).

À partir de l'embouchure du lac Mazarin, le cours de la rivière Mazarin coule sur 15,1 km selon les segments suivants :
- 1,4 km vers le Sud en recueillant la décharge du Lac Nivars, jusqu’à la rive Nord du lac Flexieux ;
- 3,0 km vers le Sud, en traversant le lac Flexieux (altitude : 318 m) sur sa pleine longueur jusqu’à son embouchure ;
- 4,3 km vers le Sud, puis le Sud-Ouest, jusqu’à la décharge (venant du Nord-Est) des lacs Lama, Maubeuge et Quievermon ;
- 1,6 km vers le Sud en formant un crochet vers l’Est, jusqu’à la décharge (venant du Sud-Est) des lacs Étel et Penol ;
- 4,2 km en serpentant, jusqu’au pont d’une route forestière ;
- 0,6 km vers le Sud en formant un serpentin, jusqu’à son embouchure[2].

La confluence de la rivière Mazarin avec la rivière Normandin est située à :
- 31,6 km au Nord-Est de l’embouchure de la rivière Normandin (confluence avec la rivière Ashuapmushuan) ;
- 27,7 km du lac Chigoubiche qui est contournée par le Nord par la route 167 et le chemin de fer du Canadien National ;
- 116,2 km au Nord-Ouest de l’embouchure de la rivière Ashuapmushuan (confluence avec le lac Saint-Jean) ;
- 150,8 km au Nord-Ouest de l’embouchure du lac Saint-Jean (confluence avec la rivière Saguenay).

La rivière Mazarin se déverse sur la rive Nord de la rivière Ashuapmushuan, soit 9,1 km en amont de la confluence de la rivière du Chef. À partir de la confluence de la Rivière Mazarin, le courant descend la rivière Ashuapmushuan (longueur : 193 km, vers le Sud-Est, laquelle se déverse à Saint-Félicien (Québec) sur la rive Ouest du lac Saint-Jean.

## Toponymie
Le toponyme « Rivière Mazarin » a été officialisé le 5 décembre 1968 à la Commission de toponymie du Québec, soit lors de sa création.